# Harald Liedbeck
Carl Harald Liedbeck, född 20 maj 1851 i Stockholm, död 25 maj 1920 i Uppsala, var en svensk gymnastikdirektör.
Harald Liedbeck var son till Per Jacob Liedbeck. Han genomgick Gymnastiska Centralinstitutet 1869–1871 och var assistent i sjukgymnastik hos Lars Gabriel Branting från 1871. 1870–1881 var Liedbeck instruktör vid Stockholms folkskolor, extra lärare vid centralinstitutet 1875–1888 och bibliotekarie där 1884–1885. Han innehade eget gymnastikinstitut i Stockholm 1884–1899. Liedbeck bidrog till utvecklingen av gymnastiken inom folkskolan, bland annat genom att ge ut handboken Gymnastiska dagöfningar... (1881). Handbokens övningar utformades för att kunna bedrivas i begränsade utrymmen med begränsad utrustning och av outbildade gymnastiklärare. Den kom att ligga till grund för den svenska gymnastikundervisningen under 25 år och översattes även till franska 1895 och till tyska 1906. Liedbeck blev även känd som uppfinnare av en handdriven vibrator för sjukgymnastik.